# Spiegelberg
Spiegelberg è un comune tedesco di 2 167 abitanti, situato nel land del Baden-Württemberg.